# Villa Jurietti
La villa Jurietti est un hôtel particulier à Vichy (Allier), au 11 rue Hubert-Colombier, construit entre 1895 et 1897 dans un style Renaissance. Elle porte le nom de son premier propriétaire, Jacques Jurietti. La villa est inscrite aux Monuments historiques depuis 1988.

## Description
La villa est construite dans le bas de la rue Hubert-Colombier, dernière maison du côté impair de la rue, non loin du croisement avec la rue Maréchal-Foch. Elle est mitoyenne avec la villa Van Dyck au sud, et au nord son petit jardin fait face à l'imposant bâtiment de plusieurs étages du centre culturel Valery-Larbaud, anciennement le Petit Casino, construit en 1926. Elle est construite sur quatre niveaux avec un sous-sol, un rez-de-chaussée surélevé, un premier étage avec balcons et un étage sous toiture et elle est bordée par un petit jardin côté nord qui se poursuit sur une bande étroite côté ouest, opposée à la rue. Les deux façades principales, celle à l'Est à quatre travées et donnant sur la rue et celle au nord, à deux travées, ouvrant sur le petit jardin, sont reliées par un pavillon d'angle. Ces façades sont de style néo-Renaissance, en brique jaune pour les murs et en pierre de Vilenay pour les soubassements, les chaînages d'angles, les encadrements des ouvertures et les éléments sculptés. La façade sur jardin présente au rez-de-chaussée, une étroite terrasse avec garde-corps en pierre et escalier de quelques marches et plus en arrière, un oriel en bois peint.
Les principaux éléments de décoration se trouvent sur le pavillon, plus surchargé que les façades, avec côté rue au premier étage, un balcon semi-circulaire sur cul-de-lampe décorés de rubans et feuillages sculptés, la porte-fenêtre est encadrée de colonnes à chapiteaux. Au-dessus, un fronton échancré est orné de feuillages et d'une figure grimaçante et couronné par une coquille Saint-Jacques.
À l'époque de la construction, les pièces du rez-de-chaussée sont des salons de réception (aujourd'hui converties en un appartement indépendant).
La décoration intérieure est éclectique. Le hall d'entrée est de style pompéien avec des murs couverts d'un lambris surmonté d'une toile rouge marouflée avec lampes à huile, rameaux, médaillons et rubans, entouré de frises à rinceaux. Le plafond est peint, probablement l'œuvre du peintre lyonnais Louis Bardey dont on retrouve la signature sur la peinture du plafond dans la salle-à-manger du rez-de-chaussée représentant une scène amoureuse dans les nuages. Plusieurs autres pièces de la villa ont des plafonds peints ou sur les murs. On retrouve ainsi dans la salle à manger du 1er étage, des guirlandes de fruits alors que le plafond est couvert par un travail d'ébénisterie.  
La salle à manger du rez-de-chaussée à un plafond en ébénisterie à caissons.

## Histoire
Jacques Jurietti est un homme d'affaires suisse, né en 1832 à Olivone, dans le Tessin et naturalisé français. Après avoir vécu à Lyon, il s'installe à Vichy vers 1879. Il crée alors le Cercle international, qui allait devenir le plus grand établissement de jeux de la station thermale et un des plus connus de la France de la Belle Époque. Sa fille Jeanne se marie avec Hubert Colombier, avocat au tribunal de Cusset et fondateur de la banque de Vichy,. Celui-ci acheta un vaste terrain, à la limite entre le Vieux-Vichy et le centre-ville, qu'il lotit autour d'une voie privée spécialement créée, la rue Méphisto, actuelle rue Hubert-Colombier. Son beau-père Jacques Jurietti acheta en 1895, trois lots contigus en bout de rue, et y fit construire, entre 1895 et 1897, la plus grande villa du lotissement — 630 m2 pour une moyenne de 230 m2 pour les autres villas —, construction confiée à l'architecte lyonnais Henri Despierre (1835-1909), à qui il avait déjà confié, en collaboration avec Henri Feuga, la construction de son cercle de jeux.
Le recensement de 1901, indique que la villa est occupée par Jacques Jurietti, son épouse et deux domestiques.
Lorsque Vichy devint capitale de l'État français, en 1940, la villa fut réquisitionnée et abrita le Service des sociétés secrètes, une sorte de police politique du régime en charge entre autres de la lutte contre la franc-maçonnerie, service dépendant du ministère de l'Intérieur, installé non loin de là, à l'hôtel des Célestins. Le Service des sociétés secrètes s'installera plus tard à l'hôtel Mondial, au 39 rue de Paris ,.
Le 2 mai 1988, la villa est partiellement inscrite aux Monuments historiques avec une protection des façades et de la toiture, du hall d'entrée et de la cage d'escalier avec son lustre en bronze, de l'appartement du rez-de-chaussée avec ses plafonds peints du vestibule, sa salle à manger avec la cheminée à trumeau, son salon et ses chambres, l'appartement du premier étage avec ses plafonds peints du vestibule, sa salle à manger et sa cheminée avec trumeau et ses verrières aux trois fenêtres.
En 1996, la villa Jurietti servit de lieu de tournage au téléfilm Mon père avait raison de Roger Vadim avec Claude Rich et Marie-Christine Barrault.
La villa et son intérieur font l'objet d'un reportage en février 2016 dans le magazine télévisé  Des racines et des ailes (émission « Au fil de l'Allier »).
En novembre 2016, une grande partie du mobilier de la villa a été dispersée aux enchères.